# Könsrock
Könsrock är en musikgenre besläktad med punken. Könsrock behöver inte vara rockmusik, utan namnet anspelar mer på sångtexterna än på själva musiken. Signifikativt för könsrocken är att könsord och lyteskomik används flitigt i sångtexterna medan musiken ofta är gladlynt. Texterna handlar övervägande om sexualitet samt kontroversiella och tabubelagda ämnen som till exempel intellektuell funktionsnedsättning, rörelsehinder, sexuella avvikelser (pedofili, nekrofili, tidelag, våldtäkt), nazism, homosexualitet, avföring urin, prostitution, pornografi, incest, alkohol och droger. På grund av detta väljer ofta artisterna och grupperna att ge ut sina alster anonymt under pseudonymer och kan uppträda maskerade vid konserter. Många könsrocklåtar bygger på välkända oskyldiga sånger, som barnvisor och julsånger, men med andra texter.

## Könsrocken i Sverige
Ofta anges Johnny Bode som en föregångare inom genren i Sverige. Bode gav 1968 ut albumet Bordellmammas visor, som innehåller låtar som ”Gamla hor-Marys bortgång”, ”Det är så underbart att alltid vara kåt” och "Runka mig med vita handskar på". År 1972 utkom även Bordellmammas julvisor. Inspirerade av Bodes framgångar lät affärsmannen Stefan Brydolf musikern Tom Zacharias spela in de två "erotiska rockalbumen" Belinda och Belindas döttrar. Albumen gavs ut anonymt med några månaders mellanrum 1975 och såldes enbart genom annonser i herrtidningar och i porrbutiker. År 1977 gavs albumet Folklår, våra allra fulaste visor med Bengt Sändh och Finn Zetterholm. De oanständiga texterna hämtades ur Fula visboken som kom ut samma år, redigerad av folkloristerna Bengt af Klintberg och Christina Mattsson. En viktig person inom den svenska könsrocken var Errol Norstedt, mer känd under sitt artistnamn Eddie Meduza som 1979 under detta alias gav ut albumet Eddie Meduza & the roaring Cadillacs. År 1981 gavs hans album Gasen i botten ut på skivmärket CBS med låtar som "Mera brännvin" och "Glasögonorm". År 1979, samma år som Eddie Meduzas första album kom ut, bildades gruppen "Onkel Kånkel and his kånkelbär" som 1981 skivdebuterade på samlingsalbumet Svenska Tonårsgrupper Vol 3 med låten "Nazzepenis i Führerns anus".
År 1995 föreslog Inge Carlsson i Sveriges riksdag att Sverige skulle införa "förbud mot kränkande musiktexter". Förslaget avfärdades med hänvisning till Yttrandefrihetsgrundlagen, med tillägget att spridandet av sådana sångtexter är "motbjudande och sorgligt, men tillåtet".
Under tidigt 2020-tal uppmärksammades musikgenren epadunk, vilket har beskrivits som en korsning av könsrock och elektronisk dansmusik.

## Några svenska könsrockband och artister (i alfabetisk ordning)
- Analrevolt[12][13]
- Binnike Bengt & Roy Rövmuns Orkester[14]
- Björn Rosenström
- Eddie Meduza
- Johnny Bode
- Lilla Lovis
- Mr Cool
- Onkel Kånkel and his kånkelbär[1]
- Pipex
- Pung Floyd[15]
- Pure-X
- RöVBAjs[16][13]
- Skitarg
- Slaskfittorna[1]
- The Kristet Utseende
- Tom Zacharias
- Tunnan och Moroten
- Vrävarna
- Jimmy bölja

## Internationella könsrockband
- Anal Cunt, ett amerikanskt grindcoreband vars texter ofta anses vara mycket stötande
- DVDA, amerikanskt band som sjunger om tabubelagda ämnen.
- GG Allin (1956–1993), amerikansk punksångare. Hans stötande uppträdanden med kontroversiella texter gör att han tangerar könsrocksgenren.